# Танзанія на Чемпіонаті світу з водних видів спорту 2015
Танзанія взяла участь у Чемпіонаті світу з водних видів спорту 2015, який пройшов у Казані (Росія) від 24 липня до 9 серпня.

## Плавання
Танзанійські плавці виконали кваліфікаційні нормативи в дисциплінах, які наведено в таблиці (не більш як 2 плавці на одну дисципліну за часом нормативу A, і не більш як 1 плавець на одну дисципліну за часом нормативу B):
Чоловіки
| Спортсмен           | Дисципліна           | Попередній заплив | Попередній заплив | Півфінал        | Півфінал        | Фінал           | Фінал           |
| Спортсмен           | Дисципліна           | Час               | Місце             | Час             | Місце           | Час             | Місце           |
| ------------------- | -------------------- | ----------------- | ----------------- | --------------- | --------------- | --------------- | --------------- |
| Аммар Хадіялі       | 100 м вільним стилем | 58.22             | =100              | Завершив виступ | Завершив виступ | Завершив виступ | Завершив виступ |
| Аммар Хадіялі       | 50 м батерфляєм      | 28.81             | 66                | Завершив виступ | Завершив виступ | Завершив виступ | Завершив виступ |
| Хілаль Хемед Хілаль | 50 м вільним стилем  | 24.86             | 72                | Завершив виступ | Завершив виступ | Завершив виступ | Завершив виступ |
| Хілаль Хемед Хілаль | 100 м батерфляєм     | 1:03.87           | 70                | Завершив виступ | Завершив виступ | Завершив виступ | Завершив виступ |

Жінки
| Спортсменка    | Дисципліна           | Попередній заплив | Попередній заплив | Півфінал         | Півфінал         | Фінал            | Фінал            |
| Спортсменка    | Дисципліна           | Час               | Місце             | Час              | Місце            | Час              | Місце            |
| -------------- | -------------------- | ----------------- | ----------------- | ---------------- | ---------------- | ---------------- | ---------------- |
| Магдалена Моші | 50 м вільним стилем  | 29.62             | 86                | Завершила виступ | Завершила виступ | Завершила виступ | Завершила виступ |
| Магдалена Моші | 100 м вільним стилем | 1:06.47           | 86                | Завершила виступ | Завершила виступ | Завершила виступ | Завершила виступ |